# Acaciella
Genre
Acaciella est un genre de plantes à fleurs de la famille des Fabacées.

## Liste des espèces
Selon Catalogue of Life (23 février 2018) :
- Acaciella angustissima (Mill.) Britton & Rose
- Acaciella barrancana (Gentry) L.Rico
- Acaciella bicolor Britton & Rose
- Acaciella chamelensis (L.Rico) L.Rico
- Acaciella glauca (L.) L.Rico
- Acaciella goldmanii Britton & Rose
- Acaciella hartwegii (Benth.) Britton & Rose
- Acaciella igualensis Britton & Rose
- Acaciella lemmonii (Rose) Britton & Rose
- Acaciella painteri Britton & Rose
- Acaciella rosei (Standl.) Britton & Rose
- Acaciella sotoi L.Rico
- Acaciella sousae (L.Rico) L.Rico
- Acaciella tequilana (S.Watson) Britton & Rose
- Acaciella villosa (Sw.) Britton & Rose